# کازفورد
کازفورد (انگلیسی: Cosford Hundred) بخشی از سافولک بود که شامل ۳۰٬۷۱۲ جریب فرنگی (۱۲۴٫۲۹ کیلومتر مربع) بود.